# Stapel (Noorderdepartement)
Stapel (Frans: Staple) is een gemeente in de Franse Westhoek, in het Franse Noorderdepartement. De gemeente ligt in Frans-Vlaanderen in de streek het Houtland. Stapel grenst aan de gemeenten Bavinkhove, Hondegem, Waalskappel, Linde, Ebblingem en Ruisscheure. De gemeente heeft ruim 600 inwoners.

## Geschiedenis
De gemeente werd voor de eerste keer vermeld in 1147 als Stapula in het cartularium van de Onze-Lieve-Vrouweabdij van Broekburg.

## Bezienswaardigheden
- De Sint-Audomaruskerk (Église Saint-Omer)
- Op het Kerkhof van Stapel bevindt zich een Britse oorlogsgraf uit de Eerste Wereldoorlog.

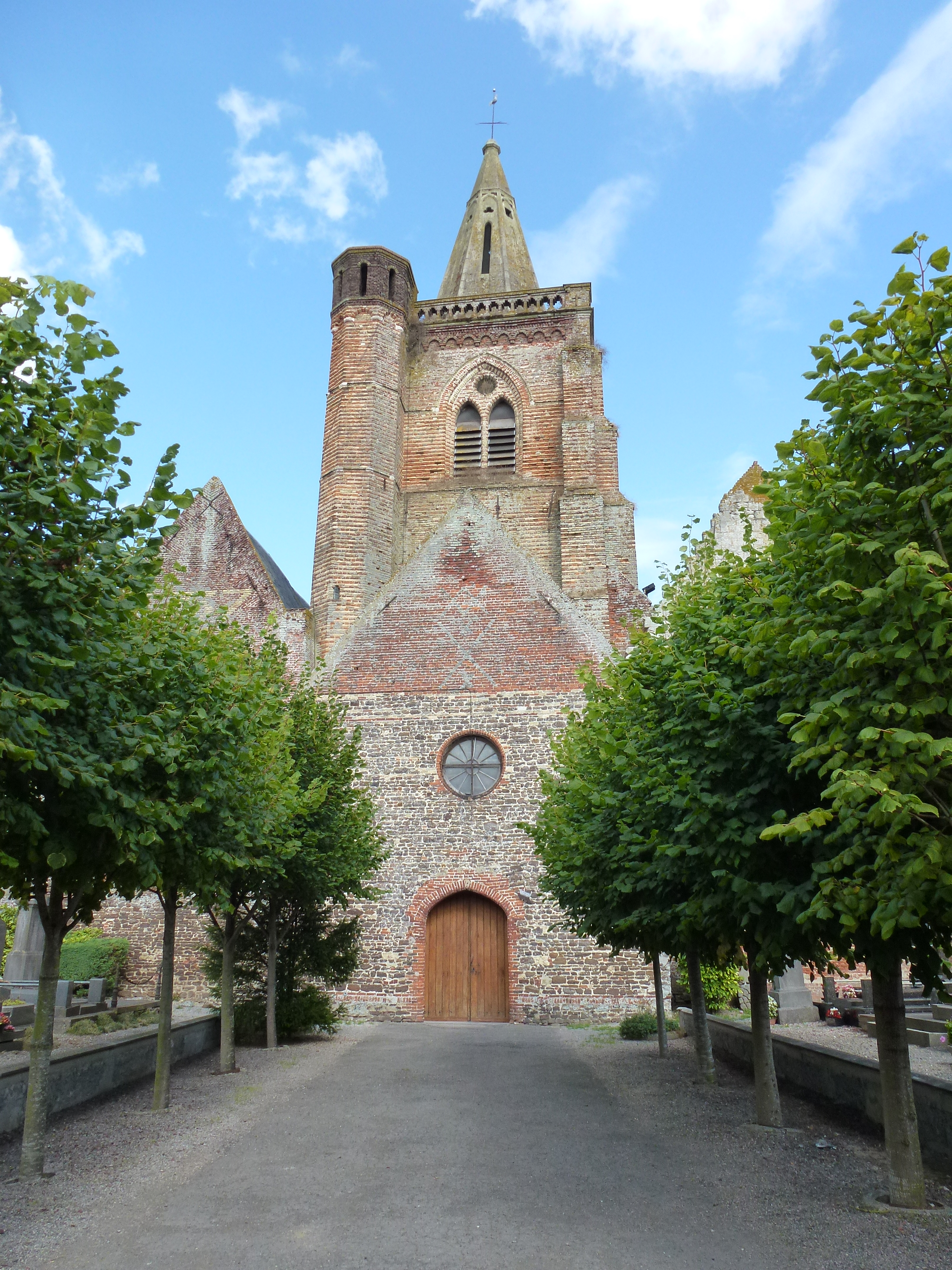
De Sint-Omaarskerk
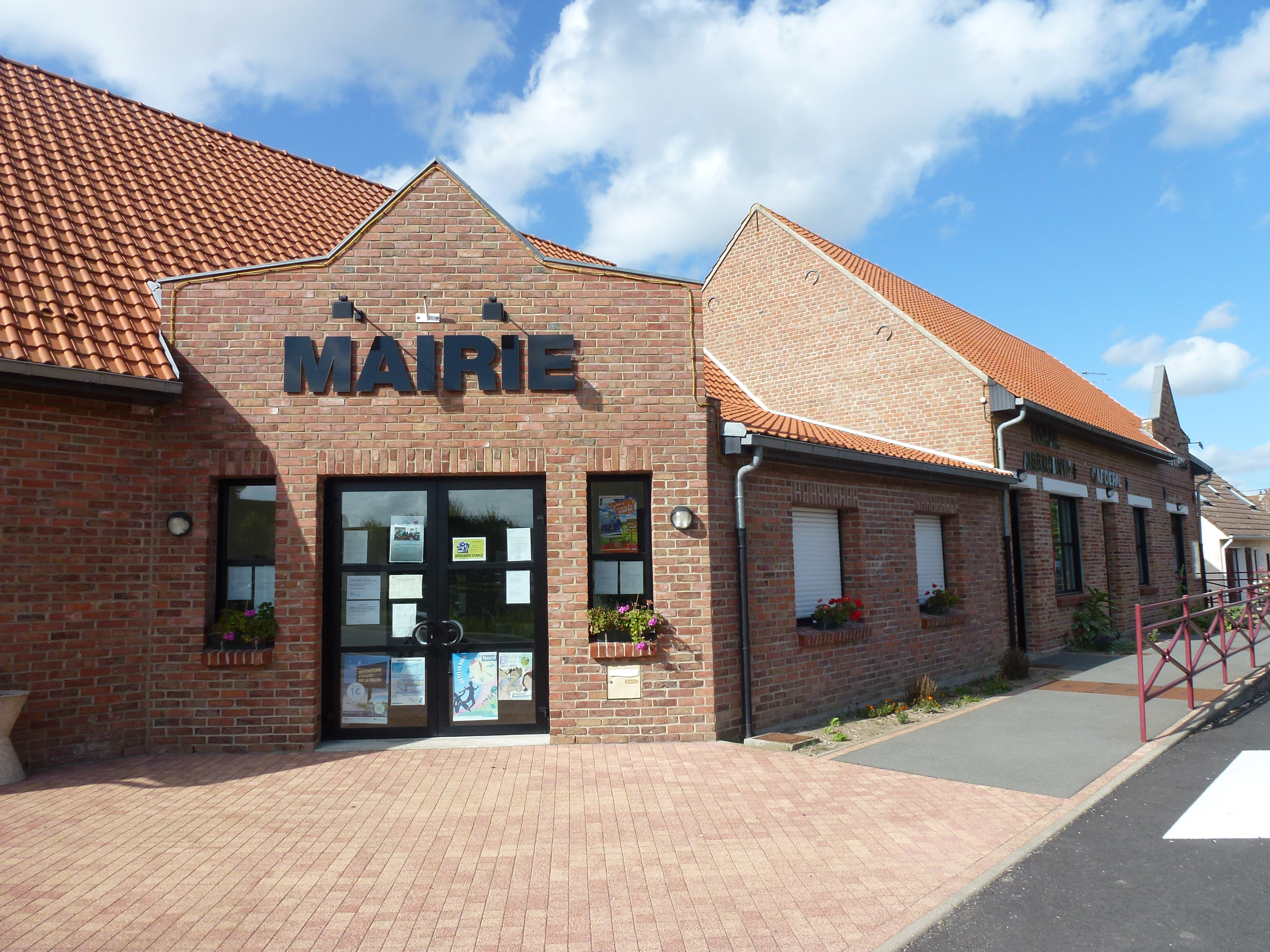
Het gemeentehuis van Stapel
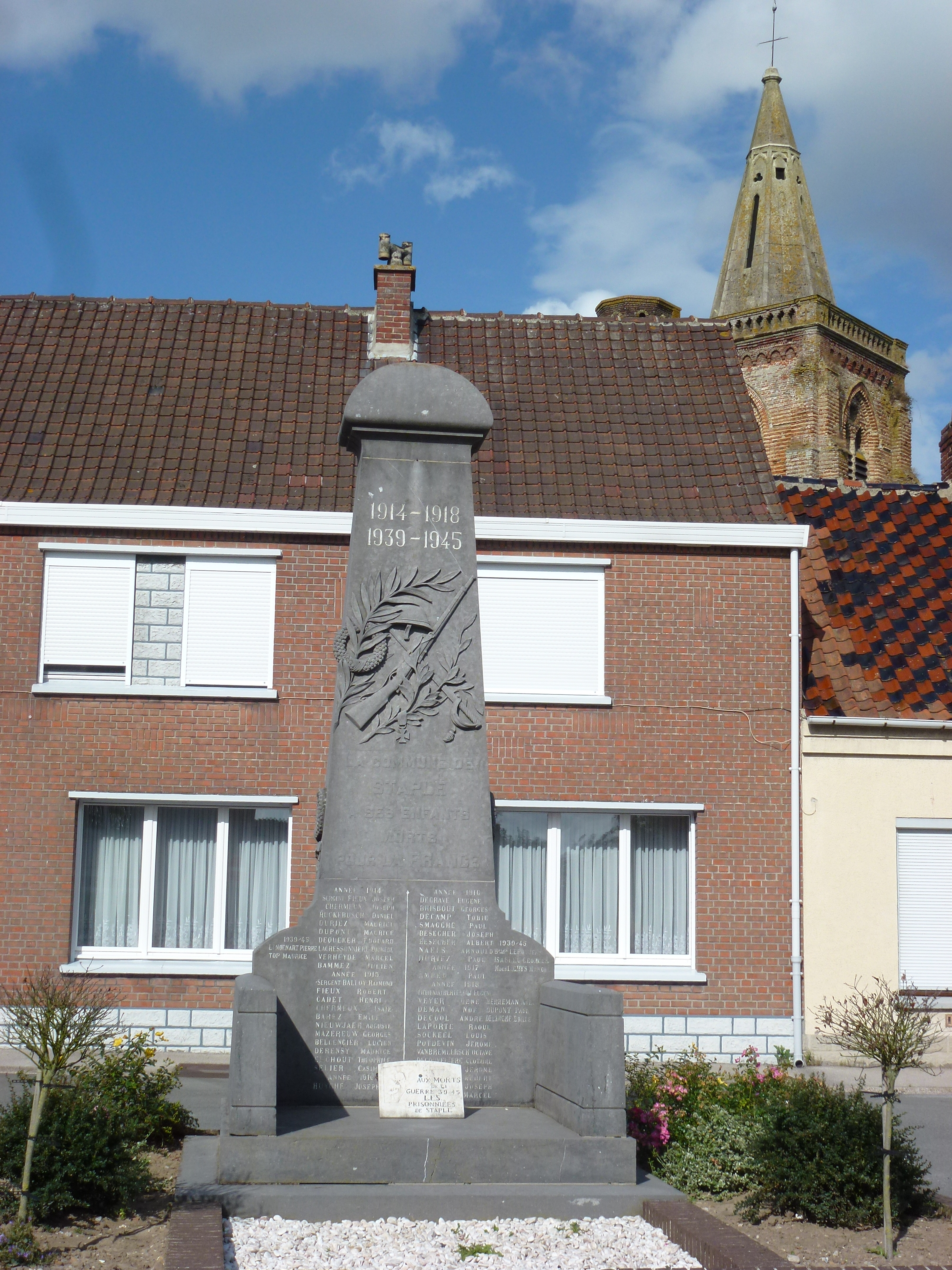
Monument voor de gesneuvelden
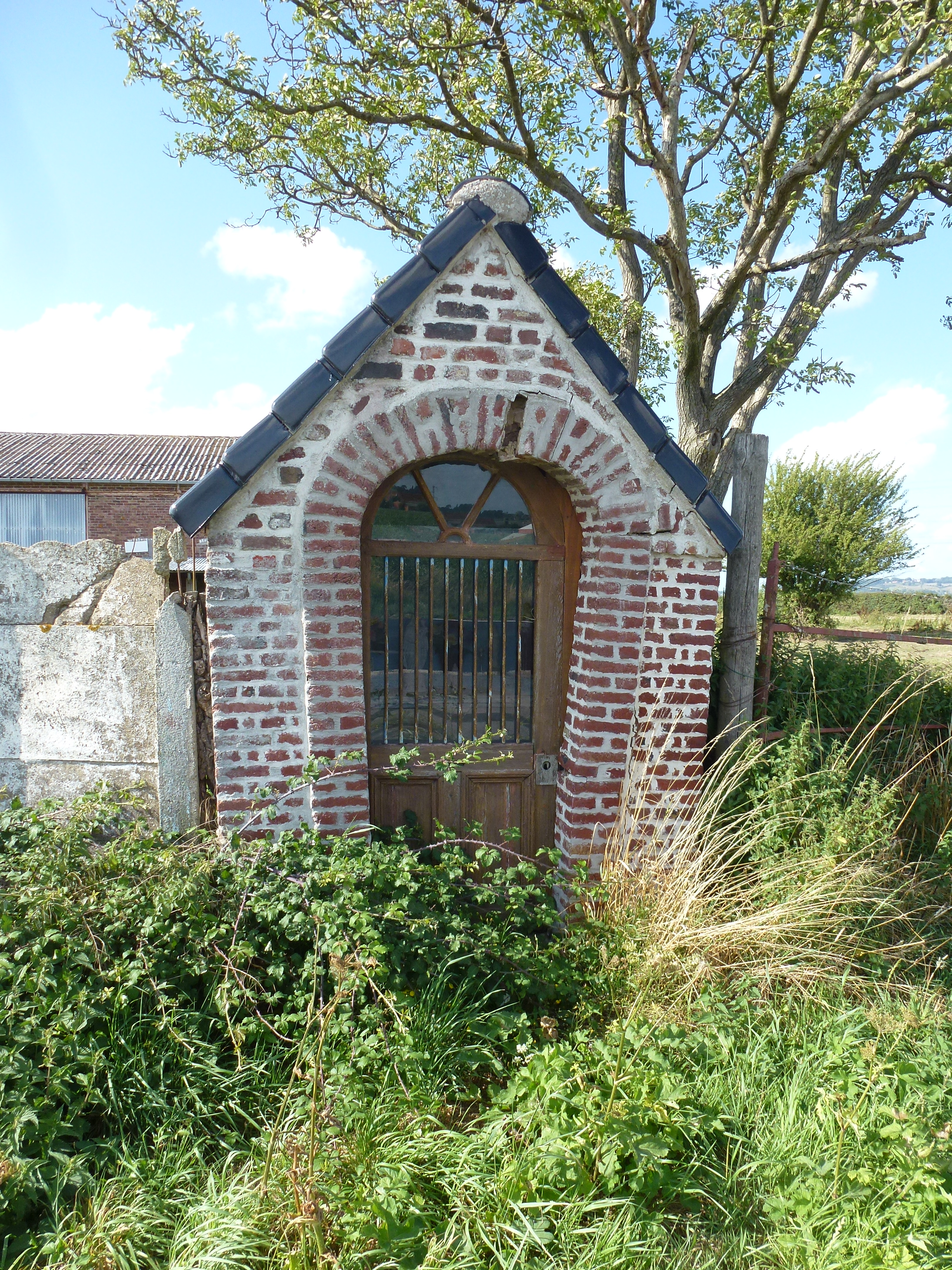
Kapel
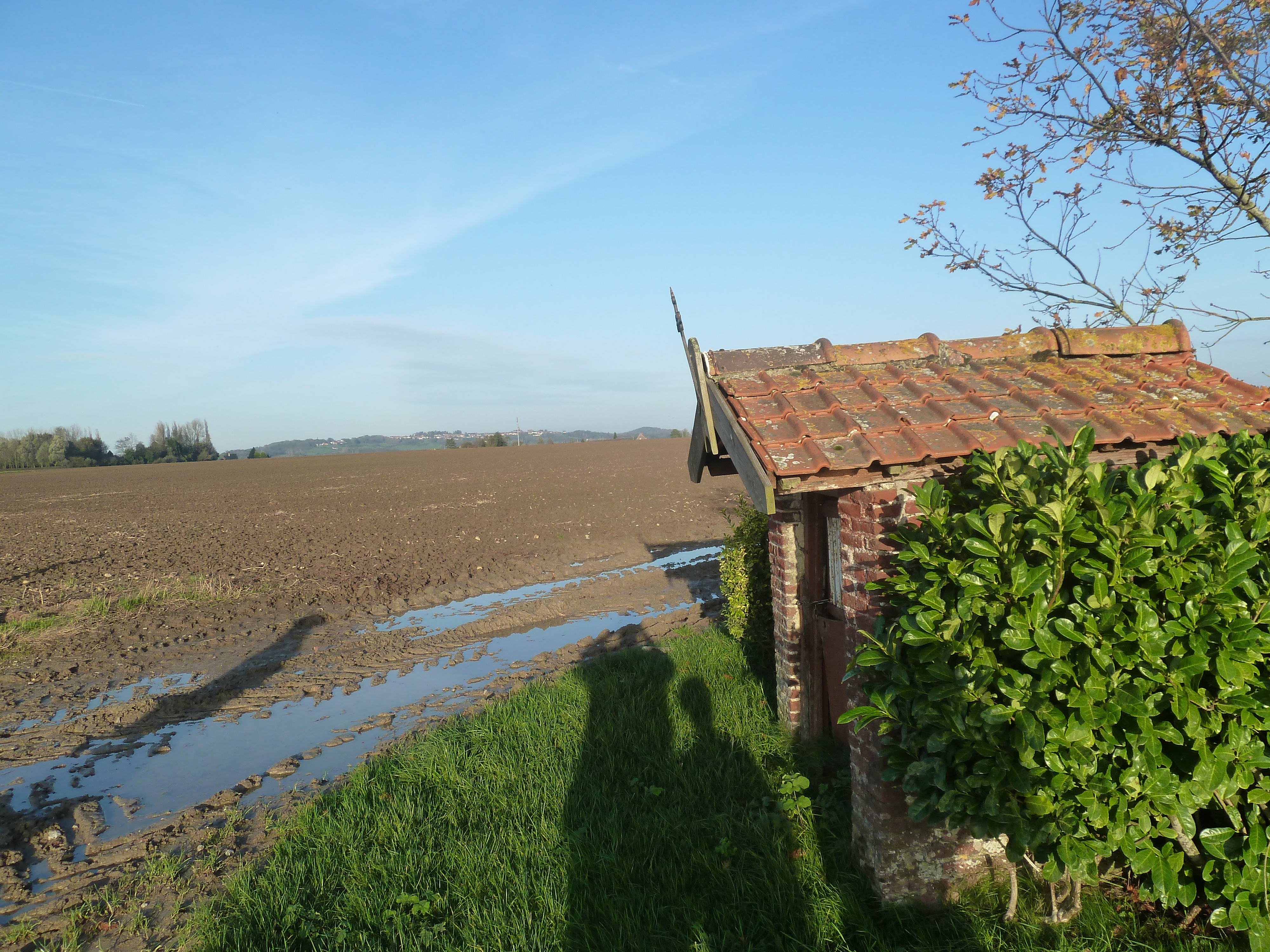
Onze-Lieve-Vrouw van Bijstandkapel
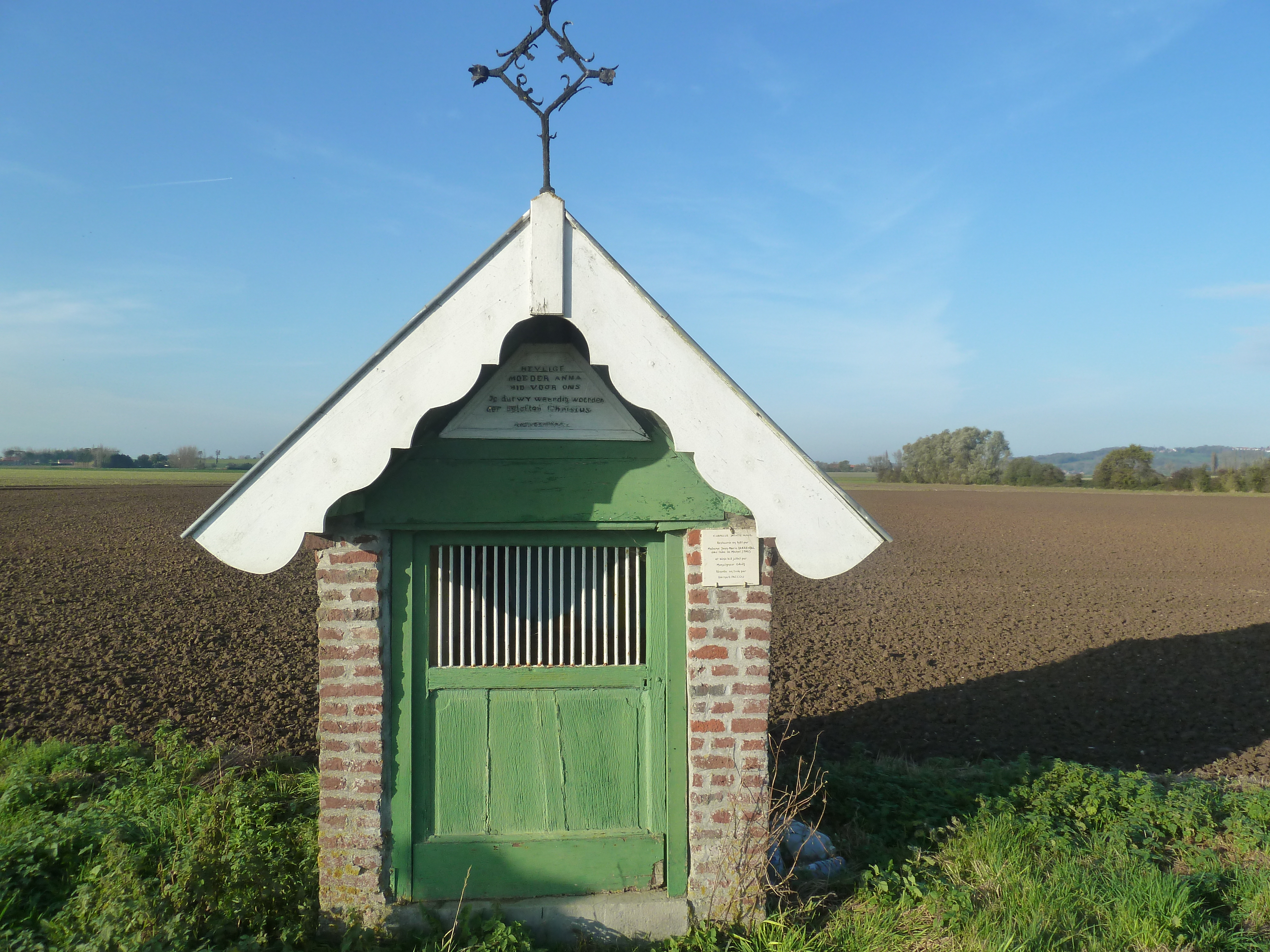
De kapel van Sint-Anna

## Natuur en landschap
Stapel ligt in het Houtland op een hoogte van 34-57 meter. In het zuidoosten stroomt de Borrebeek.

## Demografie
Onderstaande figuur toont het verloop van het inwonertal (bron: INSEE-tellingen).

## Nabijgelegen kernen
Ebblingem, Wallon-Cappel, Hondegem, Okselare, Bavinkhove
Belle · Berten · Boeschepe · Borre · Eke · Godewaarsvelde · Hondegem · Kaaster · Kassel · Merris · Meteren · Niepkerke · Okselare · Oud-Berkijn · Pradeels · Sint-Janskappel · Sint-Mariakappel · Sint-Silvesterkappel · Stapel · Steenwerk · Strazele · Vleteren · Zoeterstee
Armboutskappel · Arneke · Bambeke · Bavinkhove · Belle · Berten · Bieren · Bissezele · Blaringem · Boeschepe · Boezegem · Bollezele · Borre · Bray-Dunes · Broekburg · Broekkerke · Broksele · Buisscheure · Drinkam · Duinkerke · Ebblingem · Eke · Ekelsbeke · Eringem · Gijvelde · Godewaarsvelde · La Gorgue · Grand-Fort-Philippe · Grevelingen · Groot-Sinten · Hardefoort · Haverskerke · Hazebroek · Herzele · Holke · Hondegem · Hondschote · Hooimille · Houtkerke · Kaaster · Kapelle · Kapellebroek · Kassel · Killem · Kraaiwijk · Krochte · Kwaadieper · Lederzele · Ledringem · Leffrinkhoeke · Linde · Loberge · Loon · Meregem · Merkegem · Merris · Meteren · Millam · Moerbeke · Niepkerke · Nieuw-Berkijn · Nieuw-Koudekerke · Nieuwerleet · Noordpene · Ochtezele · Okselare · Oostkappel · Oud-Berkijn · Oudezele · Pitgam · Pradeels · Rekspoede · Rubroek · Ruisscheure · Sint-Janskappel · Sint-Joris · Sint-Mariakappel · Sint-Momelijn · Sint-Pietersbroek · Sint-Silvesterkappel · Sint-Winoksbergen · Soks · Spijker · Stapel · Steenbeke · Steenvoorde · Steenwerk · Stegers · Stene · Strazele · Terdegem · Téteghem-Coudekerque-Village · Tienen · Uksem · Vleteren · Volkerinkhove · Waalskappel · Warrem · Waten · Wemaarskappel · Westkappel · Wilder · Winnezele · Wormhout · Wulverdinge · Zegerskappel · Zerkel · Zermezele · Zoeterstee · Zuidkote · Zuidpene
1. ↑  Populations de référence 2022.